# Andrew Tynes
Andrew Tynes, född 13 februari 1972, är en friidrottare från Bahamas. Han deltog vid olympiska sommarspelen 1996 och olympiska sommarspelen 2000.